# Спицевский сельсовет
Спи́цевский сельсове́т — упразднённое сельское поселение в составе Грачёвского района Ставропольского края Российской Федерации

## География
Находится в центральной части Грачёвского района.

## История
С 16 марта 2020 года, в соответствии с Законом Ставропольского края от 31 января 2020 г. № 6-кз, все муниципальные образования Грачёвского муниципального района были преобразованы путём их объединения в единое муниципальное образование Грачёвский муниципальный округ.

## Население
| 1989  | 2002  | 2010  | 2011  | 2012  | 2013  | 2014  |
| ----- | ----- | ----- | ----- | ----- | ----- | ----- |
| 4143  | ↗4481 | ↗4622 | ↘4619 | ↗4664 | ↗4708 | ↘4679 |
| 2015  | 2016  | 2017  | 2018  | 2019  | 2020  |       |
| ↗4696 | ↘4693 | ↗4700 | ↘4691 | ↗4720 | ↘4674 |       |

### Национальный состав
По итогам переписи населения 2010 года проживали следующие национальности (национальности менее 1 %, см. в сноске к строке "Другие"):
| Национальность | Численность | Процент |
| -------------- | ----------- | ------- |
| Русские        | 3683        | 79,68   |
| Армяне         | 565         | 12,22   |
| Украинцы       | 49          | 1,06    |
| Другие         | 325         | 7,03    |
| Итого          | 4622        | 100,00  |

## Состав сельского поселения
| № | Населённый пункт | Тип населённого пункта       | Население |
| - | ---------------- | ---------------------------- | --------- |
| 1 | Базовый          | хутор                        | ↘500      |
| 2 | Новоспицевский   | посёлок                      | ↘500      |
| 3 | Спицевка         | село, административный центр | ↗3529     |

## Местное самоуправление
- Совет депутатов сельского поселения Спицевский сельсовет, состоит из 13 депутатов, избираемых на муниципальных выборах по одномандатным избирательным округам сроком на 5 лет
- Администрация сельского поселения Спицевский сельсовет

Председатели совета депутатов
Главы администрации
- c 2004 года — Шалыгин Владимир Васильевич, глава поселения
- Мельников Сергей Фёдорович[18]

## Инфраструктура
- Спицевский культурно — досуговый центр

## Образование
- Детский сад № 1
- Детский сад № 9
- Детский сад № 11
- Средняя общеобразовательная школа № 6
- Специальная (коррекционная) общеобразовательная школа-интернат № 4 VIII вида
- Спицевская детско-юношеская спортивная школа

## Русская православная церковь
- Покровский храм[19]

## Эпидемиология
- Находится в местности, отнесенной к активным природным очагам туляремии[20]

## Памятники
- Братская могила партизан, погибших в годы гражданской войны. 1918—1920,1935 гг.[21]
- Братская могила красных партизан, погибших в годы гражданской войны и мирных жителей, расстрелянных фашистами. 1918—1920,1942-1943,1938 гг.[22]
- Братская могила воинов 25-й чапаевской дивизии. 1967 год[23]
- Обелиск односельчанам, погибшим в годы гражданской и Великой Отечественной войн. 1975 год[24]